# スタジオ・ワークス
『ピンク・フロイド・スタジオ・ワークス』（Oh, by the Way）は、2007年12月10日に発売されたピンク・フロイドのボックス・セット。国内盤は翌2008年1月30日にリリースされた。完全限定生産。
これまでに発表した全14作（CD16枚）のオリジナル・アルバムが全て紙ジャケットでひとつのボックスに収納されている。なお、この後に発表したラストアルバムの『永遠』や、『ピンク・フロイドの道』などの編集アルバムは収録されていないため、ピンク・フロイドの楽曲がすべて揃うわけではない。
原題の『Oh, by the Way』は、1975年発表の楽曲「葉巻はいかが」の歌詞に出てくるフレーズである。デザインはお馴染みのヒプノシスのストーム・ソーガソンが担当している。

## 収録アルバム
- 1967年 夜明けの口笛吹き
- 1968年 神秘
- 1969年 モア
- 1969年 ウマグマ（2枚組）
- 1970年 原子心母
- 1971年 おせっかい
- 1972年 雲の影
- 1973年 狂気
- 1975年 炎〜あなたがここにいてほしい
- 1977年 アニマルズ
- 1979年 ザ・ウォール（2枚組）
- 1983年 ファイナル・カット
- 1987年 鬱
- 1994年 対